# CS/LM1型通用机枪
CS/LM1型通用机枪（前稱：CQ 7.62毫米通用機槍；“CQ”为源自「长庆」的拼音（Cháng Qìnɡ）首字母）是一款由中国四川省成都市长庆机器厂（国营第216厂）制造、由可散式彈鏈供弹及氣動式操作的全自動氣冷式中型通用機槍，是FN MAG（法語：Mitrailleuse d`Appui Général，意為：通用機槍）的未授權仿製型，发射7.62×51毫米北约口徑步枪子彈。

## 歷史
CS/LM1型通用机枪的原型CQ 7.62毫米通用机枪是FN MAG的山寨型。长庆机器厂（国营第216厂）根据外贸订单仿制了FN MAG。該槍与FN MAG外观上最大的区别是带缓冲器的可调节式鋁合金枪托以及托底板上的硫化软橡胶层。2006年，该枪正式通过了外贸设计定型，并正式命名为CS/LM1型7.62毫米通用机枪。

## 設計細節
长庆机器厂（国营第216厂）山寨的CS/LM1型通用机枪继承了FN MAG的特点，并对一些细节进行了改进。由于CS/LM1装配了金属制枪托，看起來與原型略有不同。从该枪的命名以及中国將它迅速刊登於出口目錄这两点，显示CS/LM1并非为了提供给中国人民解放军使用，而是为了獲得外匯收入而研製以至生產的外銷用途通用機槍。

### 机匣及发射机构
CS/LM1结构简单，不需要任何工具即可将其进行不完全分解。
機匣采用沖压鉚接结构，冲铆加工工艺的优点是，可简化零件加工，适于大批量生产，有效降低生产与材料成本。但由于这种结构对铆接的装配要求较高，铆接的质量好坏直接影响到机枪的性能。因此机匣侧板内侧镀铬，以提高其耐磨性，减小枪机运动时的阻力，也增强了CS/LM1的抗腐蚀能力。另外，CS/LM1在受弹器、导气轴、活塞杆等零件上均采用了表面镀铬工艺，以光滑的表面提高了耐磨性和耐腐蚀性，同时对于提高全枪寿命十分有利。
CS/LM1机匣内侧具有纵向导轨，用以支撑和引导枪机和枪机机框往复运动。机匣右侧有拉机柄导槽，抛壳口位于机匣底部。发射机座与机匣的连接十分方便，只要将发射机座前部的凹槽卡入机匣底板的凸台中，然后将发射机座后端的孔与机匣底部的连接孔对正，将连接销插入孔中即可装定发射机座。
CS/LM1的发射机构没有单发功能，仅能连发发射。位于发射机座后上方为保险卡笋。挂机以后，将其推到右方为保险位置，而推向左方则为击发位置。但是这种手动保险与FN MAG一样有著一个缺点：如果枪机在前方闭锁位置，而保险卡笋处于保险位置，此时将无法拉动拉机柄挂机。因为阻铁已被下方的保险卡笋顶住而无法向下转动，同时枪机机框底部则与抬起的阻铁干涉而被卡住。因此在挂机前应检查保险卡笋的状态，保证其处于射击位置。
CS/LM1的枪机和供弹机同FN MAG基本一样，但对击针的结构进行了调整，改善了其受力状态，以提高其使用寿命。CS/LM1的击针在射击超过25000发枪弹以后仍然不会出现问题。
CS/LM1的抽殼鈎也颇具特点。由于结构的限制，它并没有采用常见的回转式抽壳钩，而是采用了一种通过前后和回转两种运动结合的自由浮动式抽壳钩。这种结构不仅抽壳可靠，而且弹底缘进入枪机体弹底窝时的阻力也很小。

### 气动式及射频调节器
CS/LM1自动方式为氣动式，闭锁方式为闭锁杆起落式，采用弹链供弹，由于发射机构没有单发功能而只能连发发射。该枪射速可调节，气体调节器采用排气式原理。火药燃气经由枪管上的导气孔进入气体调节器，通过改变排气孔大小，调节作用于活塞的火药燃气能量，从而调整射速，使射速在600～1,000发／分鐘的范围内变化，以适应不同的使用状态和环境条件。
FN MAG原有的射频调节器是采用无级调节的方式，从理论上来说调节的范围较广泛，但结构较为复杂，实际使用意义不大。并且这种结构还有一个明显的缺点，即调节的极限位置没有限位，当旋转刻度到头，继续向外旋转则会将调节器旋钮拧出，这从设计上来讲不够合理。
因此216厂的CS/LM1并没有采用FN MAG的无级调节方式，而是采用类似FN Minimi轻机枪的简化为三级调节样式的射频调整方式，分为1、2、3气孔，2气孔为正常使用，射频约800发／分；当需要降低射频时，可使用较小的1气孔，射频约600发／分；而在恶劣环境下，可使用更大的3气孔以提高后坐能量，保证机枪能连续可靠地射击，射频亦提升至1,000发／分。
这样的三级调节既满足了不同环境条件下的实际需要和使用要求，又同时简化了结构设计和减少了零件，提高了加工工艺性，而且装拆清洗十分方便。同时，在持续射击枪管温度升高后或因火药残渣过多而出现调节困难的时候，可使用空弹壳套住射频调节手柄旋转进行调节，既可避免烫伤，又可加大旋转力臂。为避免从气孔逸出火光，在射频调节手柄的外侧还增加了一个消焰罩。

### 枪托
CS/LM1全枪呈黑色，它与FN MAG外观上最大的区别在于槍托。CS/LM1没有采用FN MAG的木材制枪托，而是重新设计了带缓冲装置的轻型合金枪托。
FN MAG使用木制枪托，枪托本身没有缓冲能力；而且当机枪需缩短长度更换肩托时，必须连缓冲器一併更换掉。而CS/LM1采用铝合金枪托，枪托上增加了一级缓冲，枪托底板增加了橡膠包覆，提高了抵肩射击时的舒适性。
此外，CS/LM1的枪托还设计成可与枪尾快速分解的结构，这样当机枪需要转入碉堡、戰車或武装直升机等狭小空间时，不需任何工具就可快速卸下枪托并转换到车载、机载用机枪状态，既缩短枪身长度，又不必专门加工不同的缓冲器进行更换。

### 枪管
中国产枪管采用优质合金钢作为材料制成，线膛采用中国国内先进的精锻工艺加工，有利提高枪管强度和精度；同时内膛镀铬，从而使枪管承受弹丸磨损和耐高温高压火药燃气的冲蚀，枪管寿命比FN MAG的枪管有明显提高。枪口具有瓣形消焰器，并且以螺纹固定在枪管以上。
FN MAG的枪管在射击不到10000发时就会出现横弹现象，而CS/LM1的枪管射弹超过15000发仍不会出现横弹。
CS/LM1配备正、副两根枪管，枪管寿命为10000发，全枪寿命20000发。枪管与机匣采用断隔螺纹连接，换装枪管方便快捷。

### 两脚架
两脚架套装在机匣前端的活塞筒上，向后折叠时卡入机匣下部的凹槽中，同时机匣下部的脚架防跳板翘起，使两脚架不会自动打开。按压脚架防跳板，解脱脚架防跳板根部对两脚架驻锄的约束，才能向前打开两脚架。

### 三脚架
CS/LM1配用两脚架时作轻机枪使用，而配用三脚架时作重机枪使用。
FN MAG的三脚架的高低和方向分别紧定结构，而CS/LM1的三脚架采用球形铰链连接结构，高低和方向一次紧定，其优点是枪架的高低和方向可同时调节和紧定，整体结构更为紧凑，勤务操作更为方便快捷。三脚架上还设有缓冲机构，有利于提高射击精度。

### 瞄准具
机械瞄具采用刀形准星，准星通过准星滑座与准星座连接。校枪时，旋转准星可调整高低，通过准星滑座的左右移动可调整风偏。
表尺位于机匣后端，可以平放或竖起，表尺分划为100公尺。表尺平放时，采用觇孔式照门进行瞄准，表尺射程为200～800公尺；而表尺竖起时，采用缺口式照门瞄准，以利于快速瞄准，表尺射程为900～1,800公尺。
为满足特殊作战的需要，表尺座增设有瞄具接口，可根据需要安装白光瞄准镜。瞄准镜座插入表尺座的燕尾槽之中，瞄准镜镜筒可逆時針方向旋转90°，以便打开供弹机进行装弹。

## 其他
除了长庆机器厂，云南省西仪工业股份有限公司（国营第356厂）也仿制FN MAG，并命名为XY 7.62毫米通用机枪。CS/LM1与XY 7.62毫米通用机枪的差別在於西仪对FN MAG仿製的XY 7.62毫米通用机枪与原型相比没有多少变化，同原枪一样使用木制枪托。

## 資料來源
1. 1 2  .   [2014-07-24]. （原始内容存档于2014-07-28）.
2. 1 2  Popenker, Maxim & Williams, Anthony G., page 41.
3. ↑  .   [2014-07-24]. （原始内容存档于2014-12-10）.
4. ↑  .   [2014-07-24]. （原始内容存档于2009-06-02）.
5. ↑  .   [2014-07-24]. （原始内容存档于2016-03-04）.

## 外部連結
- （英文）—Asian Defense－CQ 7.62x51mm general purpose machine gun（页面存档备份，存于）
- （简体中文）—新浪网—CQ通用机枪与MAG机枪性能基本相同（页面存档备份，存于）
- （简体中文）—中国武器大全—中国CQ7.62毫米通用机枪（仿制比利时MAG）
- （简体中文）—D Boy Gun World（槍炮世界）—CQ 7.62mm通用机枪（页面存档备份，存于）